# Halicyclops cenoticola
Halicyclops cenoticola är en kräftdjursart som beskrevs av Rocha in Rocha et al. 1998. Halicyclops cenoticola ingår i släktet Halicyclops och familjen Cyclopidae. Inga underarter finns listade i Catalogue of Life.